# Najdatisme
Het najdatisme is een uitgestorven groepering binnen het kharidjisme. Het najdatisme werd eind 7de eeuw gesticht door Najda ibn Amir al-Hanafi. Hij rebelleerde tegen de Omajjaden stichtte een eigen staat in het woestijngebied van Centraal- en Oost-Arabië waarover ze kort regeerden. Later protesteerde men tegen zijn leer en werd hij vermoord door een van zijn volgelingen. Toen nam Abu Fudayk de leiding over maar werd in 693 gauw verslagen door kalief Abd al-Malik.

## Opvattingen
- Taqiya is toegestaan in de gebieden die gedomineerd worden door de soennieten. Hiermee komen ze overeen met de sjiieten maar zijn ze tegenstrijdig met de sufris en de soennieten.